# Indumentaria europea en el siglo XIII

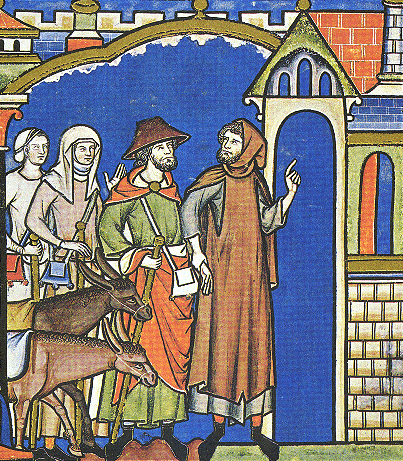
La ropa del ofreció túnicas largas con cinturón de diversos estilos y con capa. El hombre de la derecha lleva un gardcorps, y el otro un sombrero judío. Las mujeres usaban tocados o velos de lino, c. 1250.

La indumentaria europea en el siglo XIII en Europa era muy sencilla, tanto para hombres como para mujeres, y bastante uniforme en todo el continente. Las prendas de vestir masculinas y femeninas fueron relativamente similares, y sus cambios se realizaban muy lentamente. La mayoría de la vestimenta, especialmente fuera de las clases más ricas, se mantuvo casi sin variaciones desde tres o cuatro siglos antes. En el siglo XIIIse vivió un gran progreso en el teñido y en el trabajo de la lana, que era el material más importante para la elaboración de la indumentaria. Para los ricos, el color y las telas raras como la seda, proveniente del gusano de seda, eran muy importantes. Se introdujo entonces el tinte de color azul que se puso rápidamente muy de moda, siendo adoptado por los reyes de Francia como su color heráldico.

## Ropa de hombre
Los hombres vestían una túnica, con un sobretodo largo encima de una camisa de lino. Uno de estos sobretodos fue el llamado cyclas, que comenzó como una pieza rectangular de tela con un agujero para la cabeza. Con el tiempo los lados fueron cosidos juntos para hacer una larga túnica sin mangas. Cuando se añadieron mangas y en alguna ocasión una capucha, los cyclas se convirtieron en un  sobretodo, por regla general con una capucha del mismo color o un gardcorps— un manto semejante a uno académico moderno—. El manto fue usado como una envoltura formal. Los hombres también llevaban zapatos y sombrero. La ropa de la realeza se distinguía por sus ricas telas y lujosas pieles. El pelo y la barba eran de longitud moderada, y los hombres en general llevaban el corte de pelo en un estilo «paje». Calthrop también incluye que el pelo largo y barbas prolijamente recortadas estaban de moda para los hombres del siglo XIII Los zapatos eran ligeramente puntiagudos y bordados para la realeza y altos para los clérigos.
La súper túnica del siglo XI seguía siendo usada por las clases más bajas de la sociedad, y la faja era opcional. Cinco nuevos estilos de la súper túnica se introdujeron en esta época. El primero consistía en un panel frontal y posterior que se extendía desde los hombros hasta el nivel de la pantorrilla. Los dos paneles estaban cosidos o unidos entre sí cerca de la cintura, donde se encontraron con una hendidura en la parte delantera. La abertura del cuello era grande para que la túnica se pudiera poner sobre la cabeza. No se usaba un cinturón con esta túnica. El segundo estilo nuevo era más "voluminoso", como describe C. Cunnington, y colgaba en pliegues a una longitud entre las rodillas y los tobillos. Las mangas se juntaron en los hombros y se extendieron más allá de las manos. Se cortó una hendidura vertical en el brazo superior de la manga para permitir un mejor movimiento. Esta prenda, como la anterior, se ponía sobre la cabeza y a menudo se le colocaba una capucha. 
El tercer estilo era mucho más flexible que los anteriores. Las mangas podrían extenderse justo debajo del codo o podrían usarse cortas y anchas. Un cinturón abrochado era opcional. La cuarta súper túnica, o garnache, era hasta la rodilla y el material se cortó en los hombros para permitir que esta «caiga a cada lado, prediciendo mangas en forma de capa», como describe C. Cunnington. Los lados de esta túnica podían abrocharse en la cintura, coserse desde la cintura hasta el dobladillo, o dejarse abierta y tradicionalmente no tenía cinturón. El último estilo fue simplemente sin mangas y usado con un cinturón. Los fitchets, que se asemejan a los bolsillos de los días modernos, también aparecieron en el siglo XIII Se cortaron ranuras verticales en la súper túnica, que no tenía aberturas laterales, para permitir el acceso al bolso o las llaves colgadas de la faja de la túnica. Para estas capas-túnicas y capuchas rojas, la tela irlandesa era popular.

### Ropa de hombre de trabajo

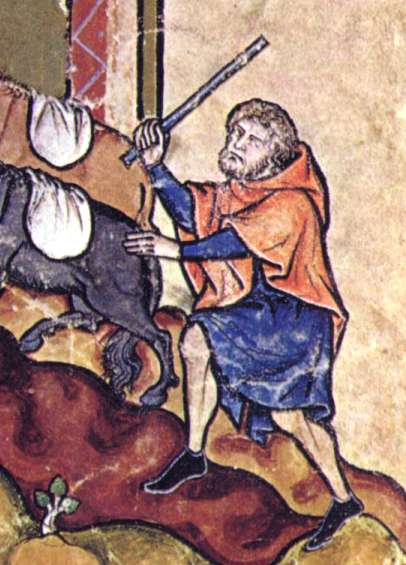
Ropa de un trabajador del

Los trabajadores vestían una capa o túnica corta, con un cinturón. Tenía una ranura en el centro de la parte delantera para que pudieran meter las puntas de su cinturón y tener una mayor libertad de movimiento. Vestían largas bragas o polainas con longitud variable, a menudo visibles. Una especie de delantal podía ser usado sobre todo esto, unido con cordón o una cinta en la cintura. Los sombreros incluían una gorra redonda con un ligero borde, ─semejante a la actual boina─, la cofia ─una pequeña capucha blanca ajustada con cordones que se ataban bajo la barbilla─, el sombrero de paja ─de uso generalizado entre los trabajadores agrícolas─, y el caperó, Entonces todavía una capucha que llegaba al cuello y caía sobre los hombros. Aparte de los delantales para los oficios como la forja, y la ropa atada cerca del cuello para mantener las semillas durante la siembra, otra ropa especial, no fue usada para trabajar.

## Ropa de mujer

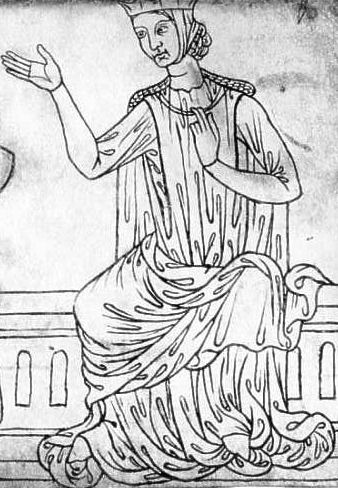
Mujer con barboquejo, cofia y manto sin mangas. Diseño de Villard de Honnecourt, c.1230

### Información general
El vestido para las mujeres era modesto, y con frecuencia se utilizaba con un cinturón estrecho. Sobre esto se llevaban las cyclas, también usadas por los hombres. Las mujeres más ricas llevaban más bordados y su manto o capa, era sostenida por un cordón a través del pecho que podía ser forrado de piel.

### Tocados y peinados
La individualidad en el vestido de la mujer se expresó a través del peinado de su cabello y del tocado escogido. Una característica distintiva de los sombreros de las mujeres fue el barboquejo, una parte de la barbilla a la que un sombrero u otro tipo de tocado podían estar unidos. Este sombrero puede ser como «una cofia de la mujer». El cabello se recogía a menudo con una red denominada crespina o crespinette, visible únicamente en la parte posterior. Más tarde, la cofia se redujo a estrechas franjas de tela, y todo el peinado podía ser cubierto con la crespina. La cofia y barboquejo eran blancos, mientras que la crespina podía ser de color o dorada. La toca y velo del siglo XII todavía pueden verse que se utilizan por algunas monjas.

## Calzado

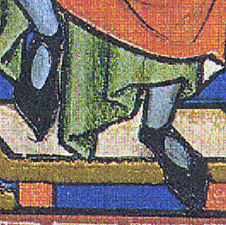
Zapatos con una correa en el tobillo y el empeine abierto, c. 1250

Para los adinerados, las bandas en los zapatos eran decoradas y los adornos a menudo se encontraban «sobre el pie o alrededor del talón». Diferentes estilos de zapatos comenzaron a aparecer durante esta época. Uno de ellos, como afirma C. Cunnington, era «alto alrededor del tobillo y cortado por los costados o por delante», mientras que otros estaban atados o tenían «palas cortas pero cortadas por detrás del talón». Las botas llegaban normalmente a mitad de la pantorrilla o hasta la rodilla y estaban atadas al frente o a lo largo del lado interno. Estas botas tendían a ser de colores brillantes y tenían, «vueltas». Las botas más cortas, con la parte de los dedos en punta, también se usaron y terminaban justo debajo del tobillo, estaban realizadas de cuero de vaca o buey, tela, piel de pescado o, para aquellos que podían permitírselo, de seda. Los zapatos comenzaron a desarrollarse en punta en este momento, sin embargo, eran mucho más moderados de lo que fueron después en el siglo XIV.a El zapato habitual para los hombres se abría en la parte delantera, desde el empeine hasta la punta. Los plebeyos también llevaban medias con cuero en la suela, y zuecos de madera. Ligas de lana también fueron usadas por los plebeyos.

## Accesorios para hombres
Los accesorios para hombres fueron similares a los del siglo XII. Los guantes seguían siendo usados por la nobleza y podían ser largos, extendiéndose hasta el codo, o cortos, con la longitud de la muñeca, y comenzaron a decorarse, «con una amplia franja de bordado dorado en la parte posterior hasta los nudillos». Hacia el final del siglo, los guantes se usaban más y se adornaban con botones plateados o dorados.
La faja para hombres, de mediados de siglo, se hizo más elaborada en su ornamentación y, en la segunda mitad del siglo, estaba «atada como una faja al frente con extremos colgantes» o, si era «larga y elaborada, estaba abrochada con hebillas ornamentales». Las carteras y bolsas, en la primera mitad del siglo, se colgaron de la faja y en la segunda mitad se colocaron debajo de la túnica, fuera de la vista.  Anillos, broches, hebillas, y «filos ornamentales de oro y plata» fueron usados por las clases dominantes. Se siguió utilizando lana, lino y seda, al igual que el cuero, que los campesinos usaron para las túnicas y el manto. Las prendas también fueron bordadas durante esta época.

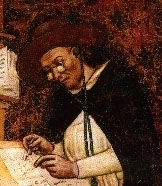
Detalle del retrato de Ugone di Provenza (por Tommaso da Modena, 1352).

El tratado De irride («En el arcoíris») del inglés Roberto Grossusada, escrito entre 1220 y 1235, menciona el uso de la óptica para «leer las letras más pequeñas desde increíbles distancias». Unos años más tarde, Roger Bacon también se daría a conocer por haber escrito sobre las propiedades de ampliación de las lentes en 1262. A finales de siglo XIII se inventaron las gafas, probablemente el trabajo de un modesto fabricante de vidrio veneciano. Los primeros documentos con representación y que todavía existen alrededor de este invento pueden ubicarse en  el Veneto, en particular en Treviso dentro de la sala capitular del convento dominico de la iglesia de San Nicolò, a partir de una pintura  al fresco del cardenal Ugone di Provenza ejecutada por Tommaso da Modena en 1352. Este fresco es una de las primeras pruebas del uso de gafas.

## Tejidos y teñido
La tela para el empleo en la indumentaria se podía obtener por los procesos del hilado o del prensado, el prensado a fieltro tiene un resultado más grueso y eran usados para vestidos de invierno, el tejido hilado medieval constaba de cuatro fibras principales el lino, la lana, la seda y raramente el algodón. La lana de origen animal era la más fácil de conseguir y por lo tanto la más económica y al alcance de la gente más humilde. En el siglo XII los tejidos presentaban unas decoraciones con motivos geométricos en franjas horizontales. El cuero fue un material bastante usado en la Europa del siglo XIII, diferentes tipos de piel de animales fueron utilizados para el calzado, algunas piezas de vestir, capas con forros de pieles especiales y accesorios.
Aunque el color más importante, según se aprecia en diversos tratados sobre tinte debió de ser el rojo. En esta parte de la Edad Media los colores básicos fueron el blanco, el rojo, el negro y el verde. En realidad según la pureza en el tinte y por tanto otra vez la cuestión económica, únicamente los ricos o nobles podían permitirse tejidos teñidos con tintes brillantes y duraderos y las vestimentas de los estamentos más bajos eran normalmente de colores más pálidos;«... ricos y pobres visten casi con los mismos colores, pero en el caso de los primeros, éstos son puros, luminosos, sólidos, mientras que en el caso de os segundos son pálidos, opacos, desgastados.»

## Las leyes suntuarias
Las leyes suntuarias medievales o «actos de vestimenta» se pusieron en marcha para regular las elecciones de ropa de la gente durante ese tiempo. Los que apoyaron la promulgación de tales leyes lo hicieron porque estas enfatizaban las diferencias entre las clases.
En el Concilio Vallisoletano de 1228 y 1267, se prohibieron las «vestiduras bermejas y verdes a los clérigos», y en 1258 las Cortes de Valladolid se acordaron que ningún escudero podía vestir:«... escarlata, ni verde, ni bruneta, ni pres, ni motete, ni naranja, ni rosado, ni sanguina ni ningún paño tinto».
El Canon 68 del IV Concilio de Letrán de 1215 dictaminó que los judíos y musulmanes debían ser distinguibles por su indumentaria, comenzando el proceso que transformó la forma del sombrero judío en cónico, haciendo que una marca voluntaria de su diferencia fuese forzada. Anteriormente había sido usado, pero había sido considerado por judíos europeos como «un elemento de la vestimenta tradicional, en lugar de una discriminación impuesta». Una ley en Breslau en 1267, se dictaminó que desde entonces los judíos habían dejado de usar los sombreros puntiagudos que acostumbraban a llevar, haciendo esto obligatorio. La insignia amarilla también fecha de este siglo, aunque el sombrero parece haber sido mucho más usado en general. Para la teología eclesiástica medieval, el color amarillo simbolizaba la noción de traición.
Las leyes suntuarias para las prostitutas fueron introducidas ─siguiendo el precedente de la Roma antigua─ en el siglo XIII en Marsella, donde se añadió una capa de rayas, y en Inglaterra, donde se añadió una capucha con rayas. Con el tiempo se fueron reduciendo a bandas distintivas de tela unidas en el brazo o en el hombro, o borlas en el brazo.

## Galería

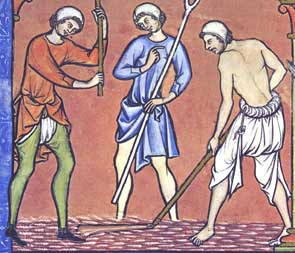
Ropa de trabajo
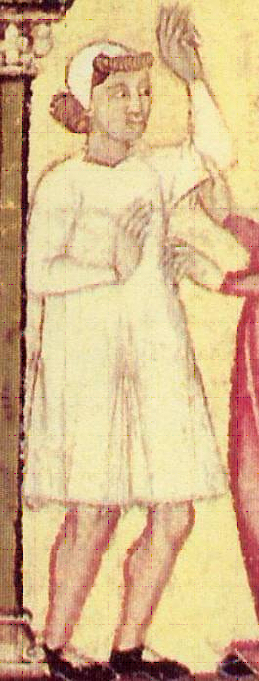
Camisa
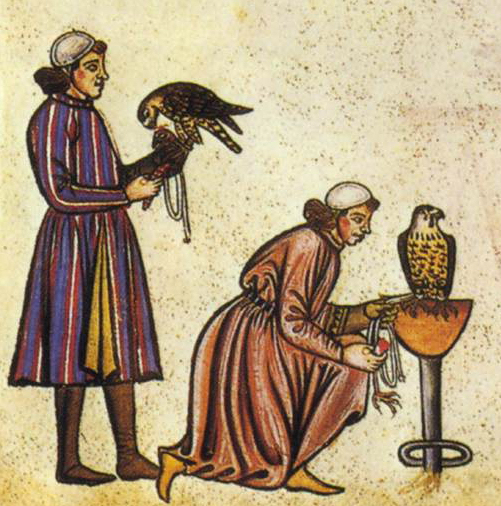
Túnicas
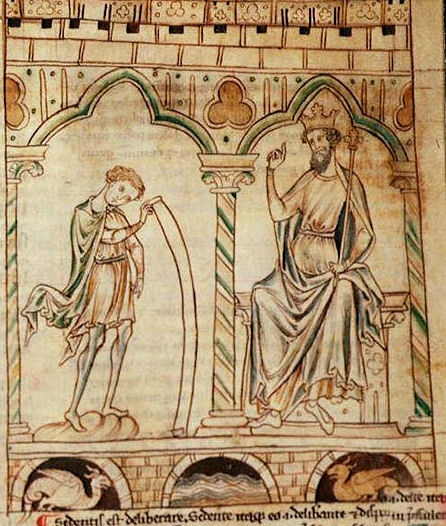
Túnicas y mantos
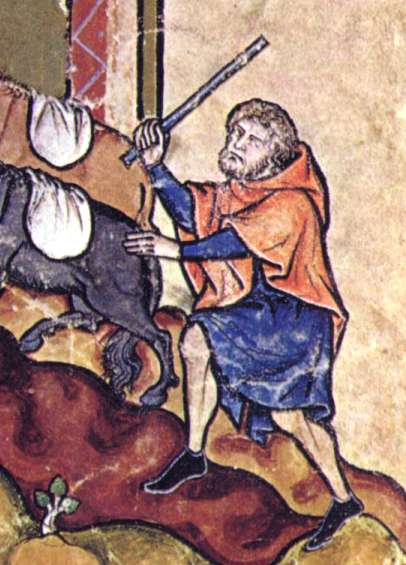
Caperó
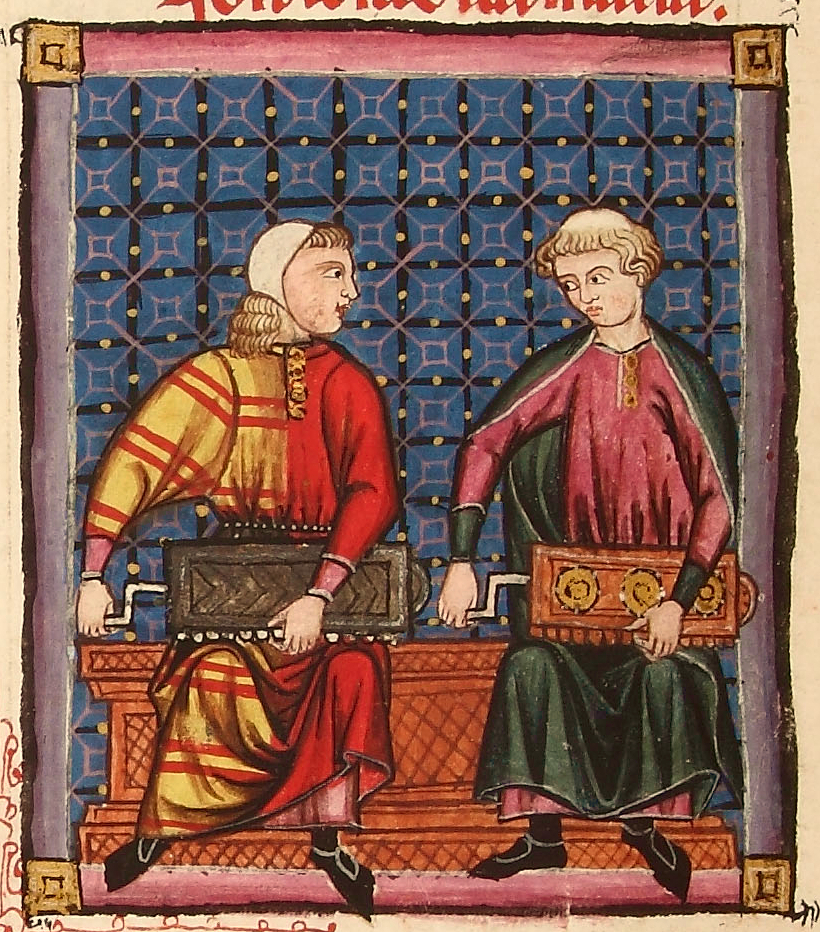
Túnicas
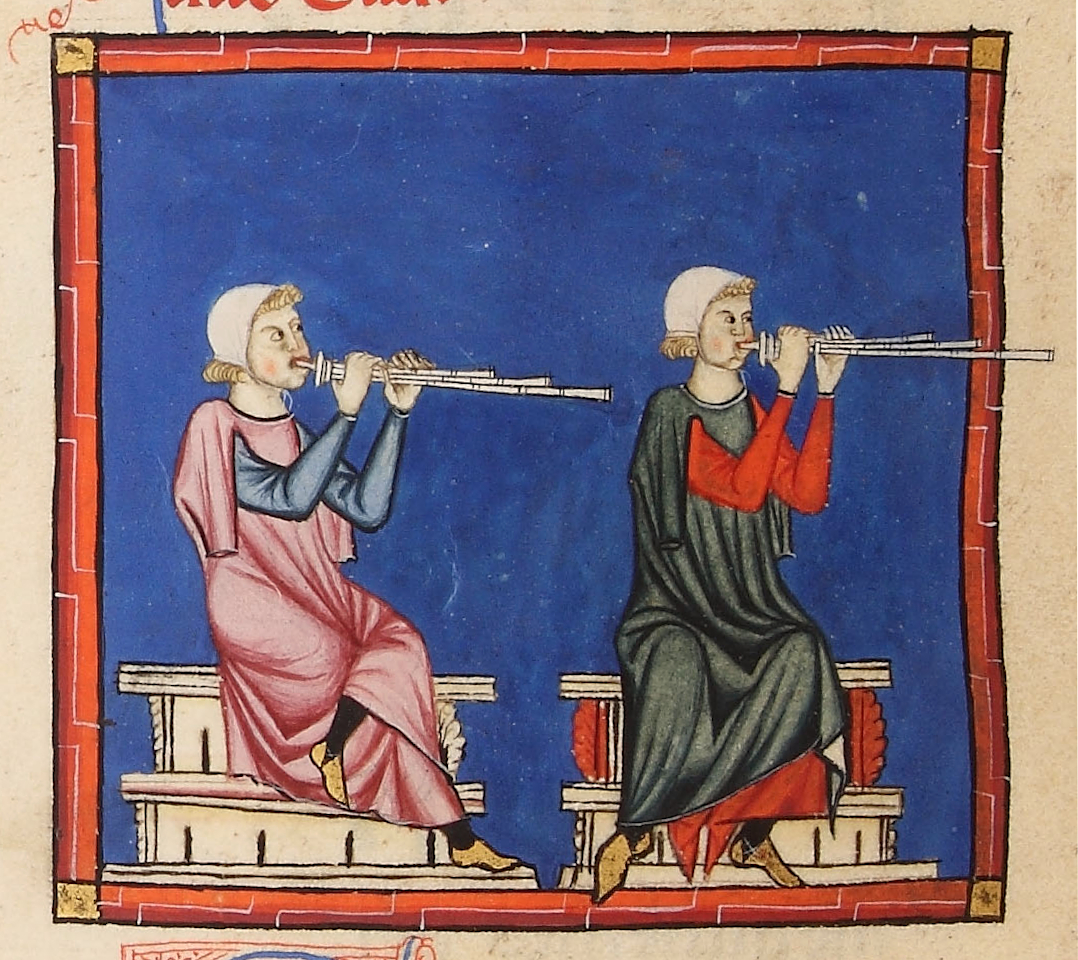
Túnicas con mangas
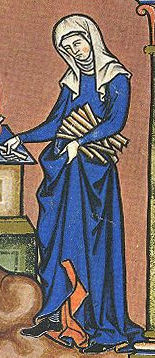
Imagen en la Biblia de Maciejowski, c. 1250. Mujer con velo y toca